# 2214 Carol
2214 Carol eller 1953 GF är en asteroid i huvudbältet som upptäcktes den 7 april 1953 av den tyske astronomen Karl Wilhelm Reinmuth i Heidelberg. Den har fått sitt namn efter Carol D. Valenti.
Asteroiden har en diameter på ungefär 25 kilometer.